# Sanfermines

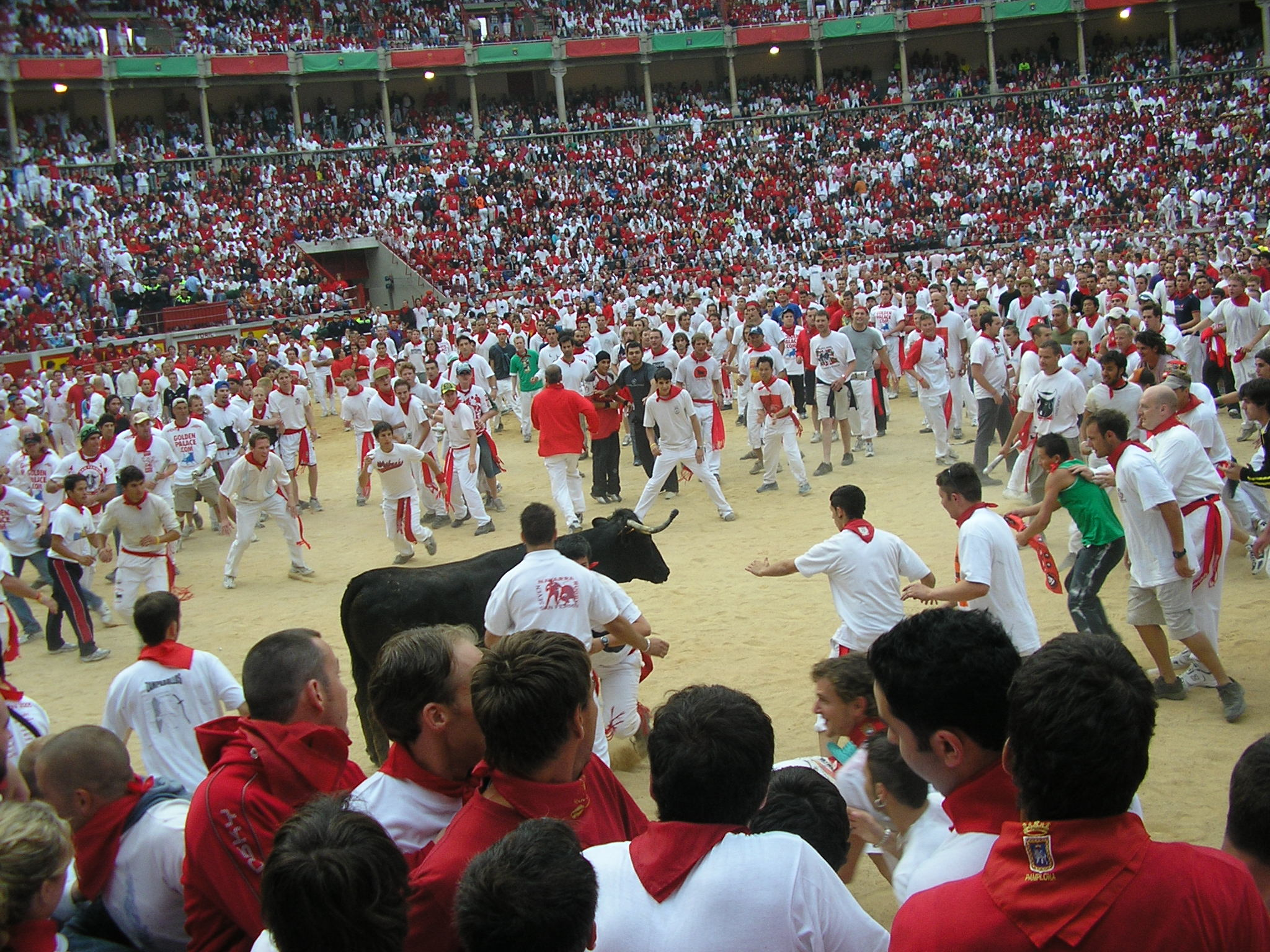
Jungstier mit Läufern in der Plaza de Toros de Pamplona

Die Sanfermines (Baskisch Sanferminak) werden seit 1591 alljährlich in Pamplona vom 6. bis zum 14. Juli gefeiert. Im Mittelpunkt steht hier der Encierro, der weltweit bekannte Stierlauf.

## Geschichte
Die Sanfermines werden zu Ehren des Heiligen Firmin des Älteren gefeiert, eines Sohns der Stadt, der um das dritte Jahrhundert n. Chr. die Gegend um das französische Amiens missionierte. Kurioserweise ist San Fermín weder der Schutzheilige von Pamplona (das ist Saturninus von Toulouse) noch der Region Navarra (diese Ehre kommt Franz Xaver zu). Nicht einmal das Datum der Festlichkeiten fällt auf den ursprünglichen Gedenktag des Heiligen am 10. Oktober: Im Jahr 1591 entschied man in Pamplona, das Fest, das schon seit 1324 gefeiert wurde, wegen des schlechten Wetters im Oktober auf den 7. Juli zu verlegen.
Die Art der Festlichkeiten wurzelt in den mittelalterlichen Jahrmärkten (ferias) und in den Stierkämpfen (corridas de toros). Damals wurden die Stiere von Hirten zur Plaza de Toros in die Stadt getrieben. Der spanische Stierkampf ist das letzte Relikt jenes vorzeitlichen Rituals, das in aller Regel die Tötung eines Stieres in den Mittelpunkt der Handlung stellt.

## Chupinazo
Der chupinazo (baskisch: txupinazo) ist der offizielle Beginn der Sanfermines. Am 6. Juli versammeln sich abertausende Festgäste vor dem Rathaus in dichtem Gedränge, um dort den Startschuss der kleinen Rakete (cohete) um Schlag 12 Uhr zu erwarten und zu feiern. Eine örtliche Persönlichkeit wird auserkoren, um diese Rakete zu zünden und danach mit dem Spruch Viva San Fermín, Gora San Fermin („Lang lebe San Fermín“ auf Spanisch und Baskisch) die Festwoche offiziell auszurufen. Das Tragen der roten Halstücher, Teil der typischen Kleidung, ist vor Beginn der Fiesta eher unüblich. Die typische Bekleidung ist eine weiße Hose und ein weißes Hemd oder eine Bluse. Das rote Halstuch wird vor Beginn der Fiesta am Handgelenk getragen. Ist das Fest einmal eröffnet, wird es um den Hals getragen.

## Prozession
Am 7. Juli um 10 Uhr wird im Rahmen einer Prozession eine große Figur San Fermíns durch die Altstadt Pamplonas getragen. Während kurzer Pausen singen die Teilnehmer zu Ehren ihres Patrons. Diese Prozedur dauert etwa eineinhalb Stunden, bis der Zug an der Kirche San Lorenzo ankommt. Dort wird anschließend in der Kirche des Hl. Fermín Messe gehalten. Für einige Bürger ist dieser religiöse Aspekt einer der wichtigsten des Festes.

## Gigantes y Cabezudos

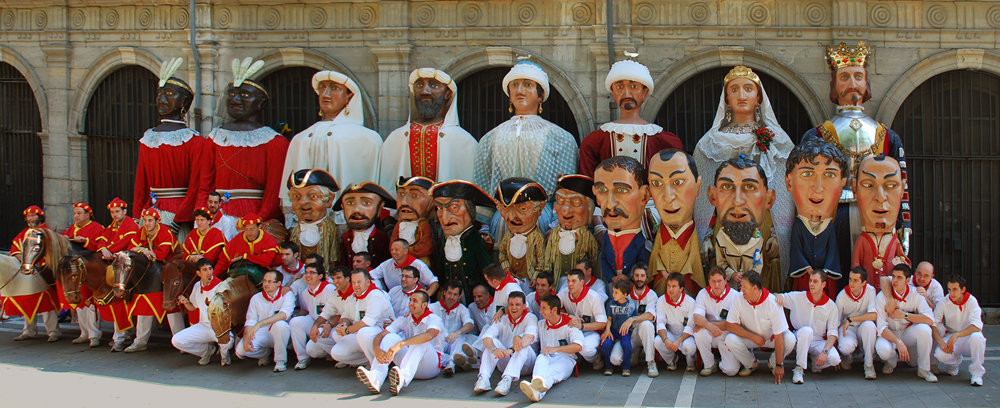
Gigantes y Cabezudos und ihre Träger

Gigantes y Cabezudos sind populäre Figuren der spanischen Volkstradition, sie finden sich vielerorts bei innerstädtischen Festumzügen etc. Bei den Gigantes handelt es sich um acht etwa drei Meter große Figuren, die jeweils in Paaren den König und die Königin (spanisch: Rey y Reina) der Kontinente Europa, Asien, Amerika und Afrika darstellen und die während der Fiesta täglich durch die Straßen Pamplonas tanzen. Sie werden von Männern getragen und dies erweist sich aufgrund des Gewichtes der einzelnen Figuren als nicht ganz so einfach. Dazu erklingt traditionelle navarrisch-baskische Musik. Am Ende jedes Tages verabschieden sich die Gigantes in der Estación de autobuses.
Die Cabezudos sind etwas kleinere Figuren, die aufgrund ihrer riesigen Köpfe auffallen. Sie begleiten die Gigantes durch die Straßen Pamplonas. Man unterteilt sie in Cabezudos, Kilikis und Zaldicos. Die Cabezudos stellen unterschiedliche Personen dar, z. B. den Alcalde (Bürgermeister). Bei den Kilikis handelt es sich um sechs Piraten, die die Kinder als kleine Strafe mit Schaumstoffknüppeln schlagen. Die Zaldicos sind Reiter, die ebenfalls mit diesen Knüppeln die Kinder hauen.

## Encierro (Stierlauf)
Der encierro ist das Eintreiben der sechs Kampfstiere in die Stierkampfarena. Hierbei handelt es sich um eine Strecke von 875 Metern, die hauptsächlich durch die Altstadt Casco Viejo von Pamplona führt. Ein Stier kann zwischen 550 und 700 kg wiegen und erreicht während des Eintreibens eine Geschwindigkeit von ca. 25 km/h. Begleitet werden die Kampfstiere von einigen Ochsen, die beruhigend auf die Stiere wirken und eine Leitfunktion während des Eintreibens haben.

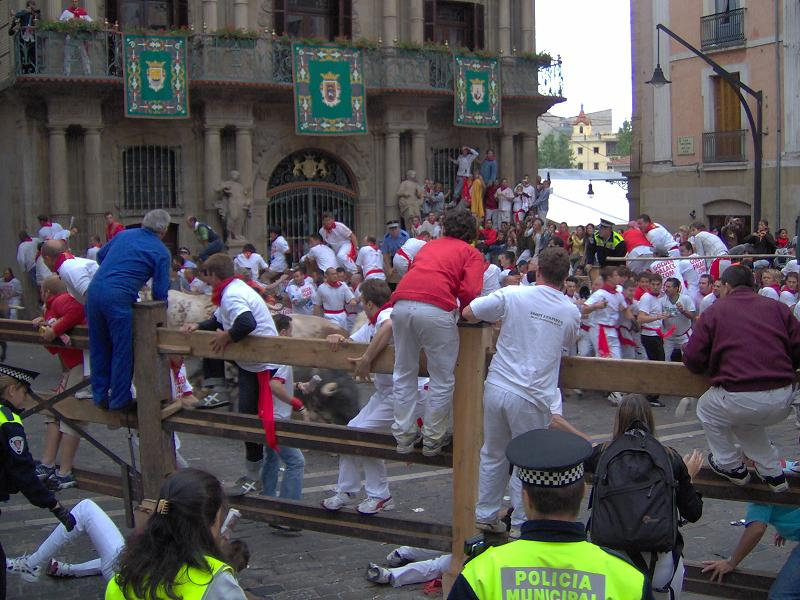
Encierro in Pamplona

Der encierro (Einschluss, weil die Straßen mit Holzbarrieren abgeriegelt wurden) findet täglich vom 7. bis zum 14. Juli um 8 Uhr morgens statt und dauert bei komplikationsfreiem Ablauf ca. drei Minuten. Sobald die Startrakete Punkt 8 Uhr abgeschossen wird, begeben sich die sechs Stiere mit einigen Ochsen (mit Kuhglocken) auf die Strecke und rennen in Richtung der Stierkampfarena (Plaza de Toros) von Pamplona. Der Kick der Teilnehmer, darunter auch regelmäßig ausländische Touristen, ist es, eine kurze Wegstrecke möglichst neben einem Stier herzulaufen. Auf Grund der hohen Geschwindigkeit ist dies jedoch nur für einige Meter möglich.
Traditionell trägt jeder Läufer (mozo) ein weißes Hemd und eine weiße, enganliegende Hose sowie ein rotes Halstuch (pañuelo rojo) und eine rote Schärpe (faja).
Einige Minuten vor Beginn des Laufes singen einige Läufer der sogenannten „Peñas“ je dreimal vor der Statue des Patrons San Fermín in der Cuesta de Santo Domingo den Text A San Fermín pedimos, por ser nuestro patrón, nos guíe en el encierro, dándonos su bendición. ¡Viva San Fermín! Gora San Fermin! („Wir bitten Dich San Fermín, der Du unser Beschützer bist, uns während des Laufes zu leiten und uns Deinen Segen zu spenden. Es lebe San Fermín!“). Seit 2010 wird der Text bei jedem der drei Gesänge nach Spanisch auch in Baskisch gesungen.
Die gefährlichsten Teile sind die Cuesta de Santo Domingo und die Curva de Mercaderes. In dieser Enge passieren für gewöhnlich die meisten Unfälle. Mit jährlich steigender Teilnehmerzahl steigt auch die Verletzungsgefahr, da sich immer mehr Menschen auf der Strecke und den Fluchtwegen tummeln. Seit 1900 starben 15 Personen, die an der Mutprobe „Encierro“ teilnahmen.
Der Lauf endet in der Stierkampfarena Plaza de Toros de Pamplona. Während die Stiere in die Stallungen getrieben werden, bleiben die Läufer in der Arena. Nacheinander werden sechs Jungtiere in die Arena gelassen, die – zur Unterhaltung des Publikums – die Läufer auf ihre abgebundenen Hörner nehmen.
Am Abend findet in der Stierkampfarena ein Stierkampf statt. Dieser endet für den Stier meistens tödlich. Die Einnahmen aus den Eintrittskarten der Arena und dem Verkauf des Stierfleisches kommen karitativen Zwecken zugute.
Die Sanfermines beinhalten die ganzen Tage über vielfältige kulturelle Beiträge. Nach dem Encierro gibt es Umzüge mit den Cabezudos (Großköpfen) – das sind ca. drei Meter große Riesenfiguren, die dem alten Leitbild des Mittelalters, den Königen von Europa, Afrika, Amerika und Asien entsprechen sollen. Am 7. Juli, dem Namenstag des Stadtpatrons San Fermín, der Bischof von Amiens war, gibt es am Vormittag einen farbenprächtigen Umzug durch die Altstadt. Hierbei tragen Geistliche und Mitglieder von religiösen Gruppierungen u. a. das Votivbild des Hl. Fermín durch die Straßen, das von Musikgruppen und der weltlichen Prominenz begleitet wird. Abends finden vielerlei Veranstaltungen, Konzerte und jeden Abend ein Feuerwerk statt, das in der Zitadelle von Pamplona gezündet wird.

## Die Entstehung des Encierro
Die Stiere kommen aus dem Süden Spaniens und werden vor den Stierkämpfen in den corrales außerhalb der Stadt gehalten. Da es in früheren Zeiten keine Lastwagen gab oder diese zu sperrig für die kleinen Gassen waren, mussten die Stiere durch die Straßen zu der Arena getrieben werden. Dies erfolgte mit Hilfe von Kuhhirten zu Pferd und zu Fuß, welche die Stiere mit Rufen und Stöcken leiteten. Diese gibt es auch heute noch. Mit langen Weidenstöcken sorgen sie dafür, dass der Encierro reibungslos verläuft. Mit der Zeit halfen immer mehr Leute mit und fingen an, vor den Stieren zu laufen. Es war und ist für die lokale Jugend und die jungen Erwachsenen schon immer eine große Mutprobe gewesen, vor und neben den Stieren eine kurze Wegstrecke herzulaufen. Mit der Zeit wurde eine Tradition daraus und diese wurde letztendlich weltbekannt durch den Besuch und die Werke des Schriftstellers Ernest Hemingway, der selbst an den Stierläufen teilnahm (siehe Kapitel Literatur).

## Las peñas
Die peñas sind neben den Stieren der elementare Bestandteil der Sanfermines. Hierbei handelt es sich um Freundeskreise, die wie Vereine organisiert sind und während der ganzen Woche in allen Teilen des Zentrums für Stimmung sorgen. Sie machen Musik und ziehen so singend mit Transparenten und reichlich alkoholischen Getränken (u. a. Sangría) durch die Straßen. Im Durchschnitt hat eine Peña etwa 300 Mitglieder. Sie sind an der Planung der Sanfermines beteiligt und finanzieren diese auch mit. In Pamplona selbst gibt es 16 peñas, die Älteste ist „La Única“ (seit 1903). Außerdem gibt es noch einige ausländische peñas, z. B. aus den USA und aus Deutschland.

## Opfer

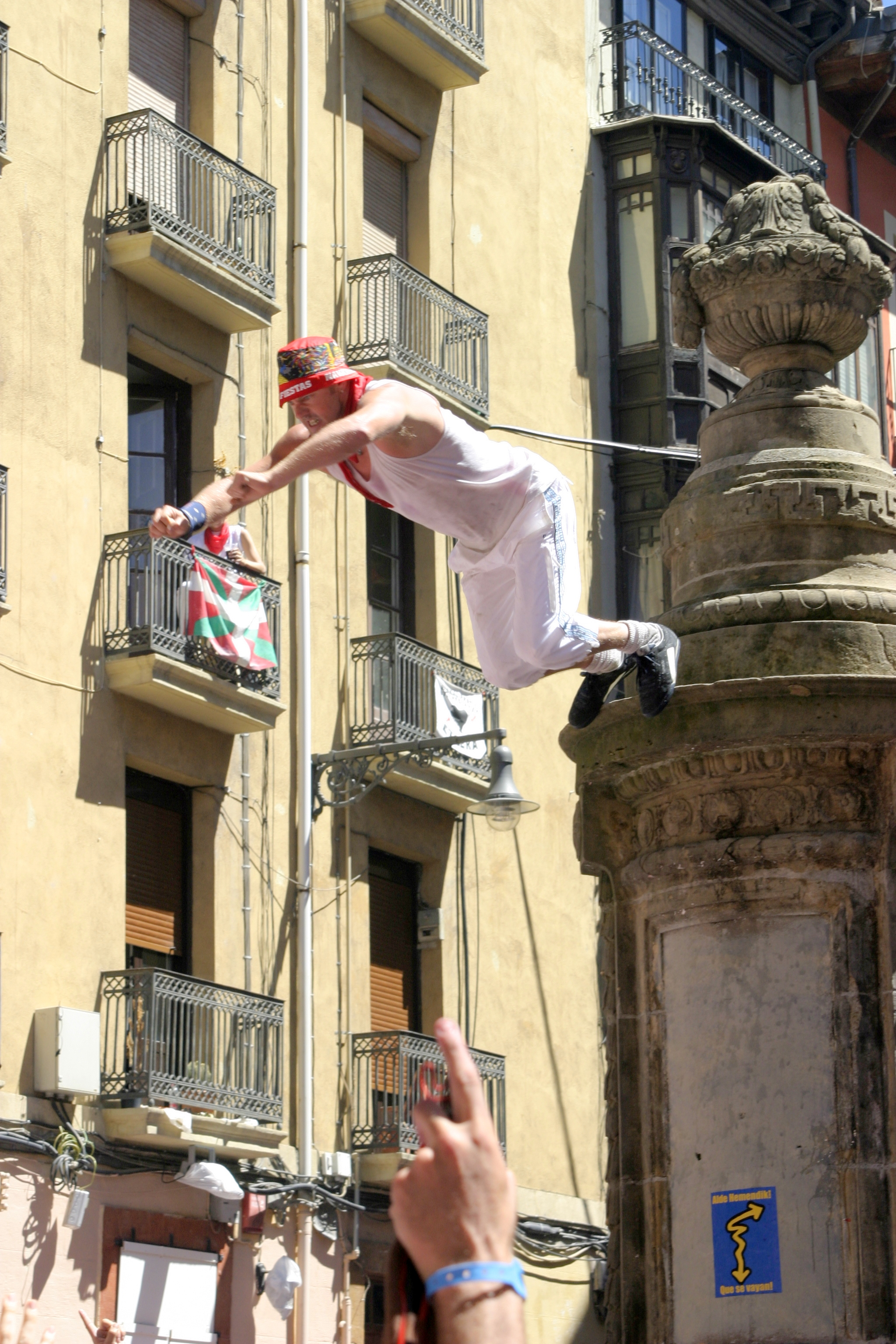
Fuenting

Zwischen 1924 und 2009 kamen bei den encierros insgesamt 15 Menschen zu Tode: 1995 wurde der Amerikaner Matthew Tassio von den Hörnern eines Stiers durchbohrt und dabei getötet, 2003 kam ein 62-jähriger Spanier ums Leben. Am 10. Juli 2009 starb der 27-jährige Spanier Daniel Jimeno Romero. Seine Halsschlagader wurde durch eines der Hörner des durch einen Sturz kurz zuvor isolierten Stiers Capuchino durchtrennt, wonach er um 8:45 Uhr trotz sofortiger Notoperation im Krankenhaus verstarb. Zu den Verletztenstatistiken finden sich hingegen verschiedene Zahlen. Bei einem einzigen encierro kann es aber durchaus zu 50 oder gar mehr Verletzten kommen. Die meisten Unfälle gehen jedoch glimpflich aus. Im Jahre 2006 wurden allein am ersten Tag der Sanfermines 40 Männer verletzt, viele davon schwer. Ein 31-jähriger US-Amerikaner wurde von den Hörnern eines Stiers schwer am Rückenmark verletzt und erlitt eine Querschnittlähmung. Der Lauf dauerte an diesem Tag dreieinhalb Minuten, da auf der Strecke großer Andrang herrschte und die Teilnehmer einander behinderten.

## Fuenting
Ein zunehmend beliebter Brauch ist das Fuenting. Von der Fuente de Navarrería, dem Brunnen auf der Plaza de la Navarrería, stürzen sich die Springer vornüber in die Menge, wo sie von den Fängern aufgefangen werden.

## El Pobre de mí
Das Fest endet am 14. Juli dort, wo der Trubel auch angefangen hat, auf der Plaza Consistorial vor dem Rathaus. Die Menge versammelt sich mit Kerzen und singt das „Pobre de mí“:
| Pobre de mí pobre de mí se han acabado las fiestas de San Fermín. | Ach ich Armer, ach ich Armer, vorbei ist das Fest von San Fermin. |